# Districtul Benchalak
Benchalak (în thailandeză เบญจลักษ์) este un district (Amphoe) din provincia Sisaket, Thailanda, cu o populație de 35.807 locuitori și o suprafață de 331,3 km².

## Componență
Districtul este subdivizat în 5 subdistricte (tambon), care sunt subdivizate în 64 de sate (muban).
| Nr. | Nume           | În thailandeză | Sate | Locuitori |  |
| --- | -------------- | -------------- | ---- | --------- |  |
| 1.  | Siao           | เสียว           | 14   | 7,469     |  |
| 2.  | Nong Wa        | หนองหว้า        | 15   | 7,395     |  |
| 3.  | Nong Ngu Lueam | หนองงูเหลือม     | 12   | 7,059     |  |
| 4.  | Nong Hang      | หนองฮาง        | 12   | 6,739     |  |
| 5.  | Tha Khlo       | ท่าคล้อ          | 11   | 7,145     |  |